# Jaime Spitzcovsky
Jaime Spitzcovsky (São Paulo, 1965) é um jornalista brasileiro.
Formado em jornalismo pela Universidade de São Paulo em 1986, Jaime Spitzcovsky foi editor internacional do jornal Folha de S. Paulo entre 1988 e 1990 e entre 1997 e 2000, também foi correspondente em Moscou de 1990 a 1994 e em Pequim de 1994 a 1997.
Hoje é editor-chefe do sítio de notícias Prima Página e articulista em diversas revistas, entre elas a revista Morashá da comunidade judaica brasileira.